# Leggi di Atene
L'espressione  leggi di Atene viene usata  nella cultura occidentale tutte le volte in cui si esamina se la necessità di rispettare le leggi comporti intenderle  come quel complesso di norme inderogabili ed immutabili, da osservare sia quando  ci sono favorevoli, sia quando ci sono avverse. Il termine deriva dai dialoghi platonici sul processo e sulla morte di Socrate, ma ha un uso generalizzato tutte le volte che viene affrontato il tema della maestà delle leggi.

## Socrate e la legge

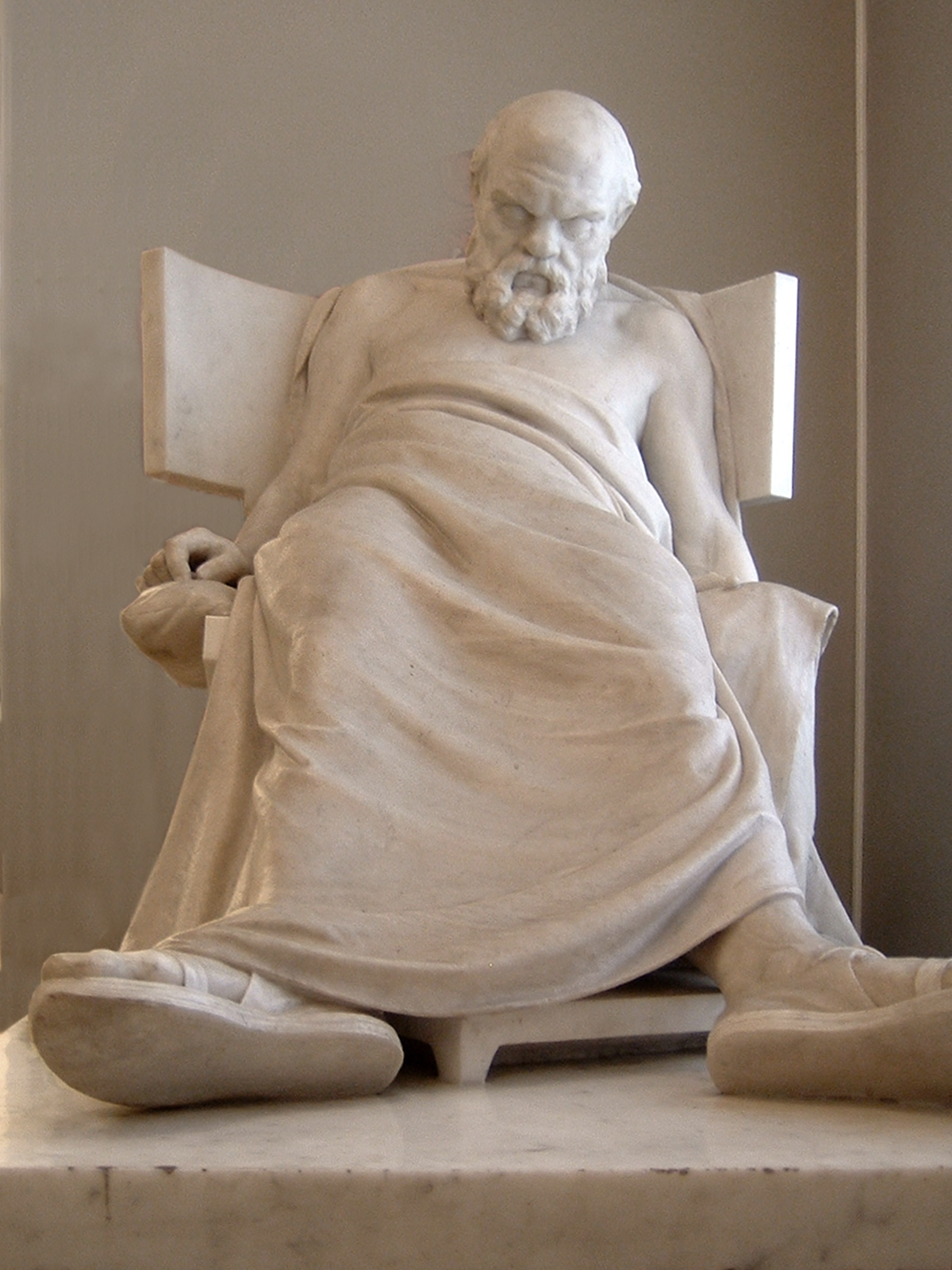
La morte di Socrate "sonno senza sogni"

Come racconta Platone nel dialogo del Critone, Socrate, pur sapendo di essere stato condannato ingiustamente, una volta in carcere rifiutò le proposte di fuga dei suoi discepoli, che avevano organizzato la sua evasione corrompendo i carcerieri.
Si pone a questo punto uno dei temi più dibattuti della questione socratica: il rapporto tra Socrate e le leggi: perché Socrate accetta la ingiusta condanna? Si confrontano ancora una volta le due interpretazioni che possono essere genericamente e sinteticamente riportate la prima a Giovanni Reale, quella che si potrebbe definire religiosa, e la seconda laica, a Gabriele Giannantoni.
Secondo quest'ultima interpretazione è errato ritenere che il comportamento di Socrate vada inteso come l'assenso a un principio di legalità, a un obbedire alle leggi sempre e comunque. Socrate invece ci spiega che, se è pur vero che le leggi che egli a suo tempo dialogando con loro aveva esaminato ritenendole giuste - e per questo  egli  è vissuto sempre ad Atene - ora, per il fatto che erano divenute ingiuste verso di lui, non sarebbe stato comunque moralmente corretto infrangerle con la fuga. Egli obbedirà alle leggi per non danneggiare gli ateniesi (dicono le Leggi: «Se fuggirai così vergognosamente...facendo male a coloro a cui meno dovresti, cioè a te stesso, agli amici, alla patria») (ibidem)  che, avendolo condannato, continuano a credere di averlo fatto secondo giustizia. Il rispetto della legge, insegna Socrate, non è subordinato al nostro interesse particolare: essa va rispettata anche quando la si ritiene ingiusta, ma,  nel contempo,  è nostro dovere fare di tutto per modificarla col consenso degli altri (dicono infatti le Leggi a Socrate che egli è in difetto perché «non hai cercato di persuaderci  se non facciamo bene qualcosa».(ibidem) Poiché allora il solo criterio per stabilire ciò che è giusto e ciò che non lo è, non essendoci una Giustizia a cui sempre obbedire, è quello di confrontarsi con gli altri con il dialogo. C'era infatti un solo modo di fuggire alla condanna: convincere gli ateniesi dialogando con loro ma ormai, dice Socrate, me ne manca il tempo. Come già aveva detto al processo: «E però, come vi dicevo fin da principio, sarebbe davvero un miracolo se io fossi capace di levarvi dal cuore in così breve tempo questa calunnia che vi ha messo radici così fitte e profonde.» (da Platone Apologia di Socrate)
Aggiunge Socrate: «Io sono persuaso di non aver fatto mai, volontariamente, ingiuria a nessuno; soltanto, non riesco a persuaderne voi: troppo poco tempo abbiamo potuto conversare insieme. [...] Ecco la cosa più difficile di tutte a persuaderne alcuni di voi. Perché se io vi dico che questo significa disobbedire al daimon, e che perciò non è possibile io viva quieto, voi non mi credete e dite che io parlo per ironia; se poi vi dico che proprio questo è per l'uomo il bene maggiore, ragionare ogni giorno della virtù e degli altri argomenti sui quali m'avete udito disputare e far ricerche su me stesso e su gli altri, e che una vita che non faccia di cotali ricerche non è degna d'esser vissuta: s'io vi dico questo, mi credete anche meno. Eppure la cosa è così com'io vi dico, o cittadini; ma persuadervene non è facile. E d'altra parte io non mi sono assuefatto a giudicare me stesso meritevole di nessun male.»

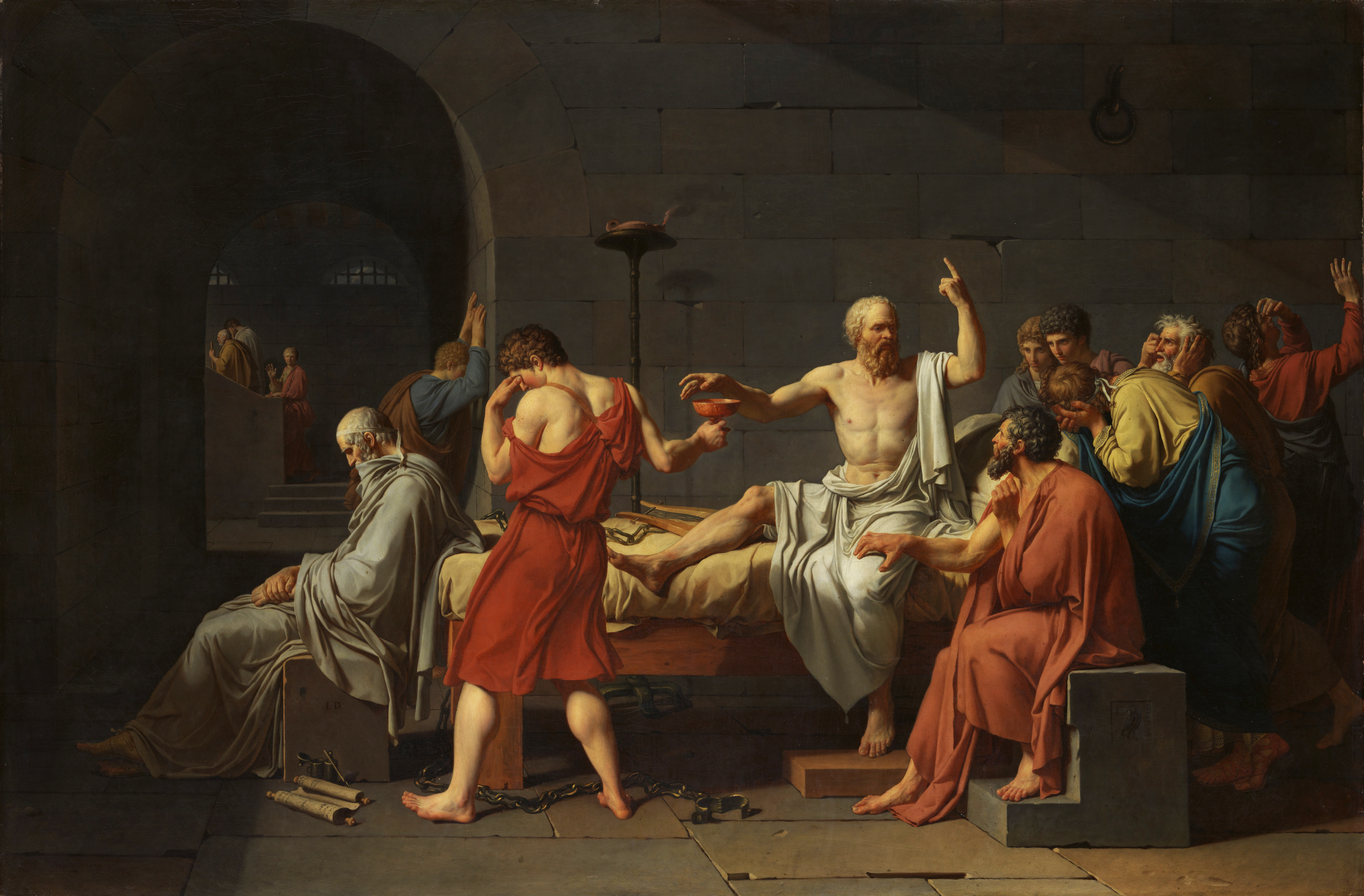
Morte di Socrate, Jacques-Louis David

Socrate non considerava ingiuste le Leggi della polis, ma unicamente il comportamento degli uomini. Con l'utilizzo di quella figura retorica che si chiama prosopopea sono le Leggi a parlare e a dire: «Ora dunque tu te ne andrai all'Ade ingiustamente condannato non da noi Leggi, ma dagli uomini». Socrate considera le Leggi delle entità vive, non impersonali, da rispettare in ogni caso, perché da esse, in fondo, egli ha ricevuto la vita: «E poiché sei venuto al mondo, sei stato allevato ed educato, come puoi dire di non essere, prima di tutto, creatura nostra, in tutto obbligato a noi, tu e i tuoi avi?» Secondo Socrate quindi, la Giustizia va seguita sempre e comunque, (almeno secondo la testimonianza di Platone) anche se da ciò derivasse un male per noi. Rivolto a Critone inoltre afferma: «Non dobbiamo curarci tanto di quel che dirà la gente, ma del parere di chi si intende di giustizia e di ingiustizia, di colui che è la verità stessa. Tu non fai dunque un ragionamento corretto quando affermi che dobbiamo preoccuparci del parere della gente su ciò che è bello o buono e viceversa. È vero che qualcuno potrebbe obiettare che la gente può anche farci morire... Importante non è vivere, ma vivere rettamente».

## Sofocle e le leggi

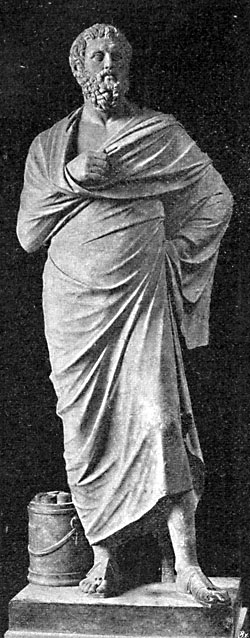
Statua di Sofocle

La risposta che emerge dai dialoghi platonici ed incentrati sulla figura di Socrate, come protagonista  di essi, non è l'unica fornita dal mondo greco. Sofocle ne fa il tema centrale dell'Antigone e la risposta che ne dà (la superiorità della legge divina su quella della propria città, è favorita dal fatto che parlando ad un pubblico di ateniesi, non si mettevano in discussione le leggi di Atene, ma quelle di Tebe, una città-stato sostanzialmente nemica).
Creonte, re di Tebe aveva stabilito la pena della lapidazione a chi avesse concesso onori funebri al corpo di Polinice ucciso dal fratello Eteocle. Antigone, sorella di entrambi  osa sfidare il divieto del re: «Ma per me non fu Zeus a proclamare quell'editto, né la Giustizia che dimora tra gli dèi. [...] Io seguo le leggi sacre e incrollabili degli dèi, leggi non scritte, di quelle io un giorno dovrò subire il giudizio. [...] E non credevo che i tuoi bandi fossero così potenti da sovrastare e sovvertire le leggi morali degli dèi!».
Opposta è la tesi di Creonte: «A chi la comunità ha posto come comandante, a quegli bisogna prestare obbedienza, sia nelle cose piccole e giuste, sia in quelle contrarie.»
Il pensiero di Sofocle è sintetizzato dal Corifeo ricava la morale da questo «intestardimento che uccide»: «Non bisogna disonorare la legge che gli dèi ci impongono».

## Note

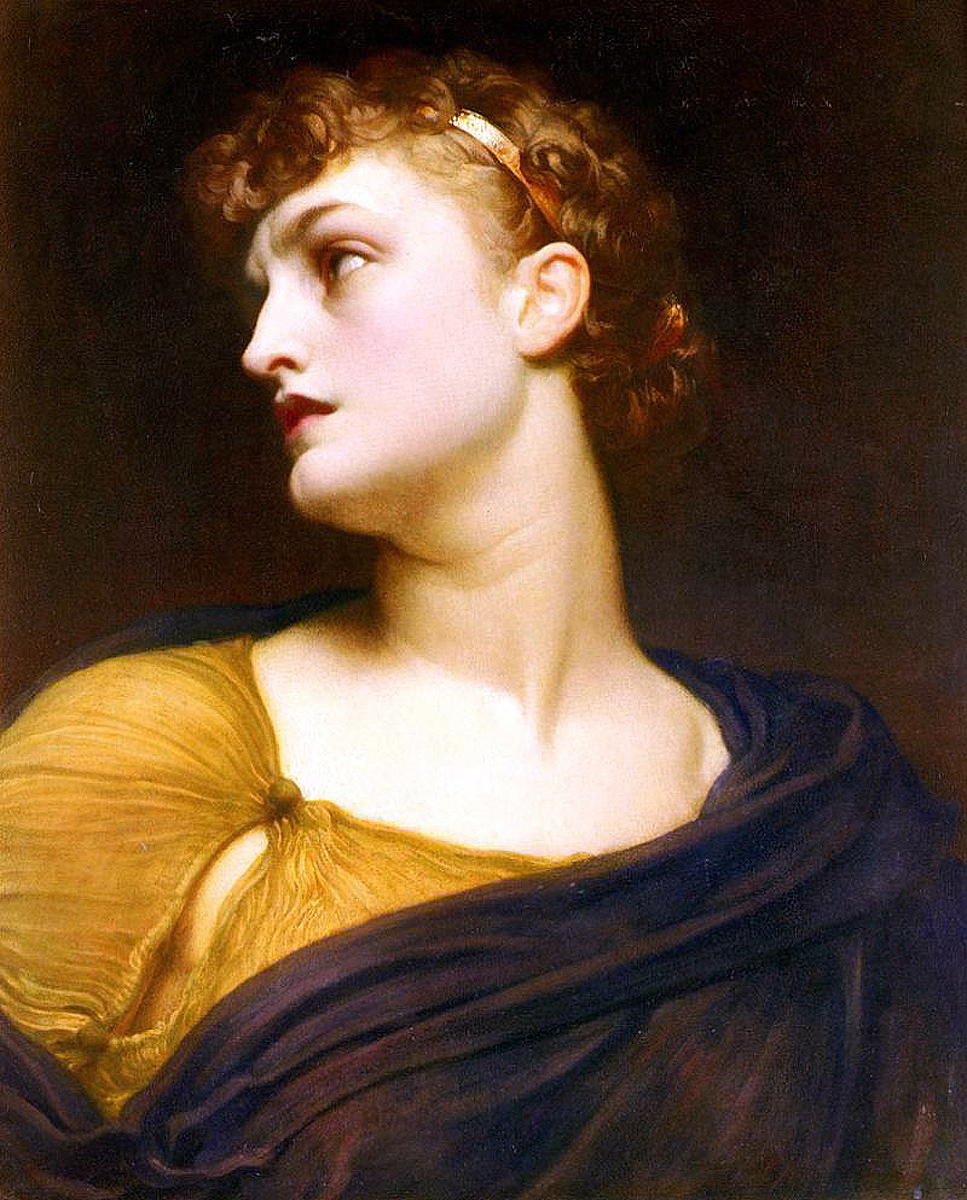
Antigone, di Frederic Leighton (1882)